# Špiljani
Špiljani (cyr. Шпиљани) – wieś w Serbii, w okręgu raskim, w gminie Tutin. W 2011 roku liczyła 275 mieszkańców.